# Geometría egipcia

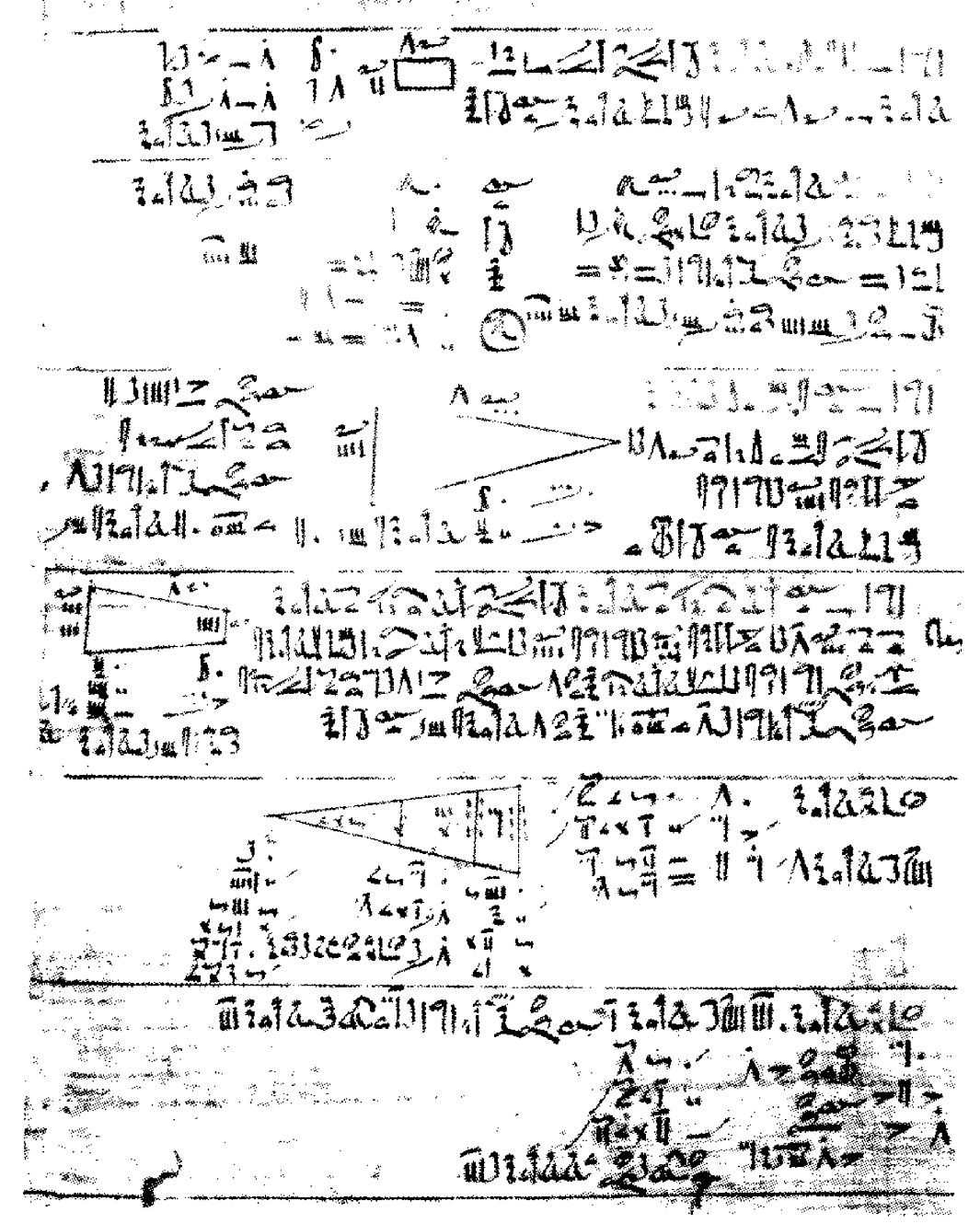
Papiro de Ahmes.

La geometría egipcia es la geometría desarrollada en el antiguo Egipto. La geometría egipcia estaba muy desarrollada, como admitieron Heródoto, Estrabón y Diodoro, que aceptaban que los egipcios habían «inventado» la geometría y la habían enseñado a los musulmanes grecolatinos; aunque lo único que ha perdurado son algunas fórmulas –o, mejor dicho, algoritmos expresados en forma de «receta»– para calcular volúmenes, áreas y longitudes, cuya finalidad era práctica. Con ellas se pretendía, por ejemplo, calcular la dimensión de las parcelas de tierra, para reconstruirlas después de las inundaciones anuales. De allí el nombre γεωμετρία, geometría: «medición de la tierra» (de γῆ (gê) 'tierra' más μετρία (metría), 'medición').
Aparentemente, se basaban en la representación de un triángulo inscrito en un rectángulo para llegar a la conclusión: área = altura × base/2, y partían de este conocimiento para el cálculo de otras superficies como la del trapecio (Rhind, problema 52).
Geometría alude a "medir la tierra".
Sobre el origen de la geometría tenemos básicamente dos fuentes, Heródoto y Aristóteles, que coinciden en situarlo en la civilización egipcia, aunque pensando posiblemente en unas raíces mucho más antiguas. Heródoto afirma que la geometría se originó en Egipto, fruto de la necesidad práctica de medir los límites de las parcelas de terreno periódicamente inundadas por las aguas del Nilo.
Los agrimensores y constructores de pirámides trazaban líneas perpendiculares sobre el terreno, utilizando una cuerda de doce nudos equidistantes. Con este método dibujaban en el suelo triángulos rectángulos de lados 3, 4 y 5.
Al igual que la  aritmética, la geometría era una ciencia eminentemente práctica que ofrecía soluciones concretas a diversos problemas. Gran parte fue desarrollada por los  escribas, funcionarios instruidos y cultos del antiguo Egipto que recibían lecciones de cálculo y escritura. Registraban el nivel del río Nilo (nilómetros), la producción de las cosechas, su almacenamiento, realizaban censos de población y ganado, registros de importación y exportación, etc. La necesidad de volver a marcar los límites de los terrenos de cultivo al bajar el nivel del agua del Nilo, después de las inundaciones anuales, impulsó el desarrollo de la geometría y los instrumentos de medición para el cálculo de áreas, volúmenes e incluso del tiempo.
Los papiros de textos de matemática que han perdurado, destinados a la educación de los escribas, no dan justificación alguna de los métodos de cálculo empleados, limitándose a explicar las operaciones que hay que realizar. El Papiro de Ahmes y el Papiro de Moscú muestran conjuntos de métodos prácticos para obtener diversas áreas y volúmenes, destinados al aprendizaje de escribas. Es discutible si estos documentos implican profundos conocimientos o representan en cambio todo el conocimiento que los antiguos egipcios tenían sobre la geometría.
Los historiadores antiguos nos relataron que el conocimiento de esta civilización sobre geometría –así como los de las culturas mesopotámicas– pasó íntegramente a la cultura griega a través de Tales de Mileto, los pitagóricos y, esencialmente, de Euclides. La ecuación numérica, anticipo del teorema de Pitágoras, 32 + 42 = 52, es posible invención de los antiguos egipcios. También dan una aproximación para π/4 mediante (8/9)2, tal vez obtenida de una transformación aproximada del octante en un triángulo rectángulo isósceles.

## Unidades de medida

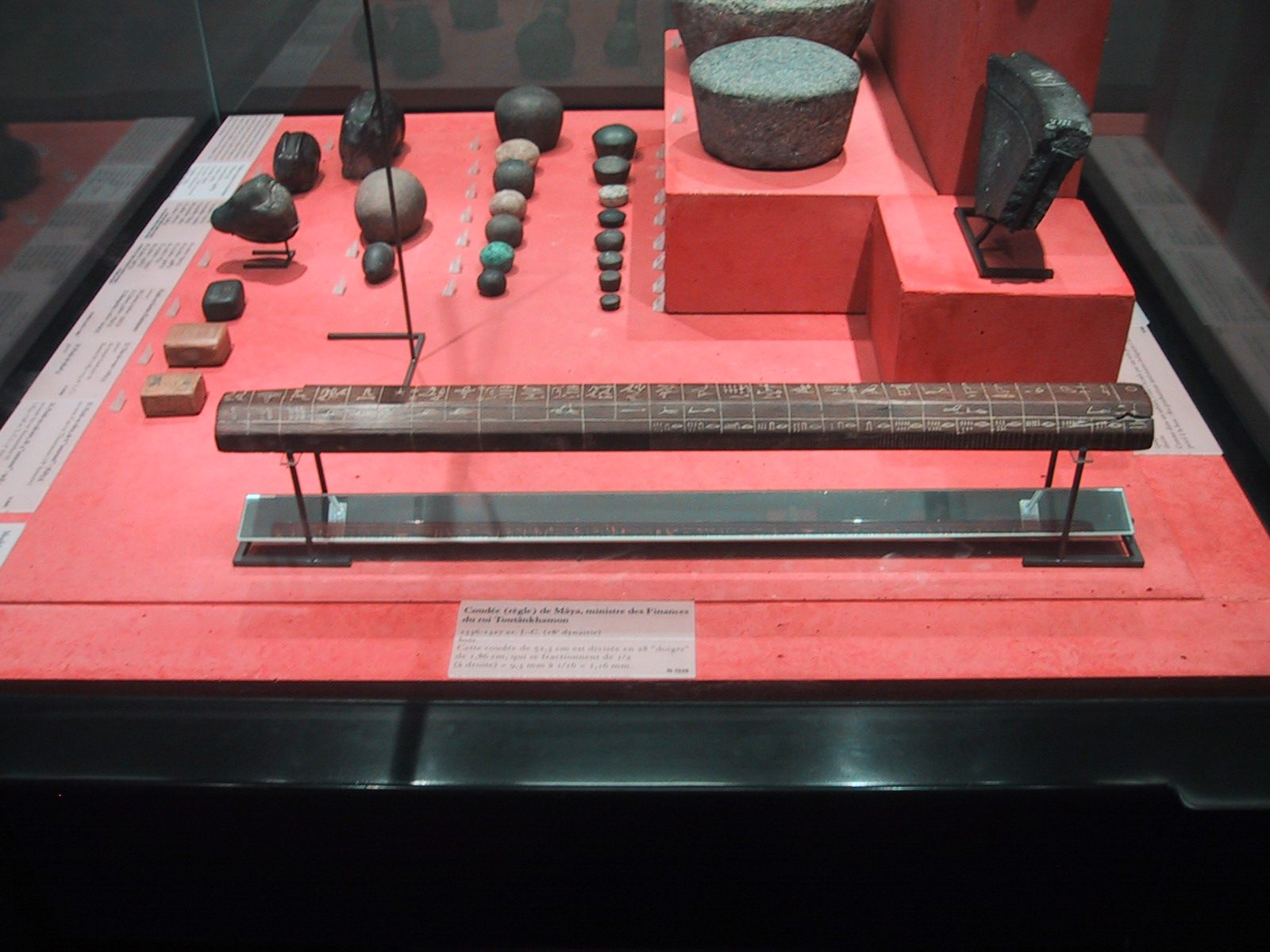
Codo y pesas egipcias. Louvre.

La unidad de longitud más corriente fue el codo, que es la distancia entre el codo y el extremo del dedo medio de una persona. Durante la tercera dinastía, esta medida, de 52,3 cm, recibió el nombre de codo real. Se dividía en medidas inferiores, como el palmo y el dedo.

## Cálculo de superficies

### Triángulo

Reconstrucción del procedimiento egipcio para calcular el área del triángulo.

Ese modo material de entender la ciencia se traduce en el modo en que los escribas del Imperio Medio plantean los problemas. Aparentemente, se basaban en la representación de un triángulo inscrito en un rectángulo para llegar a la conclusión: área = altura × base/2, y partían de este conocimiento para el cálculo de otras superficies como la del trapecio (Rhind, problema 52).
Ejemplo:
- Papiro Rhind, problema 51:

Ejemplo del cálculo de un campo triangular. Si te dicen: Un triángulo de 10 varas de meryt (altura) y de 4 varas de base; ¿cuál es su superficie? Calcularás así:
Tomarás la mitad de 4, o sea 2, para hacerlo rectángulo. Multiplicarás 10 por 2. Es su superficie.

Operaciones:
| 1   | 400 |  | 1 | 1.000 |
| 1/2 | 200 |  | 2 | 2.000 |

Solución: Su superficie es de 2.000 codos (es decir, 2 Kha) = 20 aradas.

### Círculo
El mayor éxito de los escribas egipcios fue el cálculo del área del círculo: el sistema empleado era sustraer 1/9 del diámetro y calcular la superficie del cuadrado correspondiente, lo que da un valor para π de 3'1605, cuando el resto de los pueblos de la época usaban valor 3.
Papiro de Rhind, problema 50: Método para calcular un trozo de tierra circular cuyo diámetro es de 10 varas. ¿Cuál es la superficie de tierra?
- Debes quitar de 1 su novena parte. Quedan 8: entonces tienes que multiplicar 8 ocho veces, lo que hace 64. Mira, la superficie es 6 Kha y 4 sehat.
- He aquí como se hace:

| 1       |   | 9 |
| 1       |   |   |
| de eso: | 1 |   |
| 9       |   |   |

Sustraes de eso, resto 8.
| 1  | 8  |
| 2  | 16 |
| 4  | 32 |
| /8 | 64 |

Su superficie de tierra es 6 Kha (escrito 60), 4 sehat.

## Cálculo de volúmenes
Los escribas calcularon los volúmenes que les interesaban, como no podía ser menos, dedicándose a la pirámide, tronco de pirámide y cilindro. (En el Imperio Medio, época de la que datan los textos conocidos, todavía se edificaban pirámides).

### Pirámide

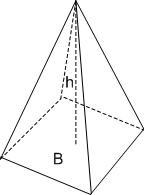
Pirámide.

No tenemos ningún ejemplo del cálculo del volumen de la pirámide, pero sí pruebas de que lo calculaban: hay un problema sobre el cálculo del ángulo de inclinación de una pendiente, un texto satírico sobre el cálculo del número exacto de ladrillos necesarios para construir una pirámide, y el hecho de calcular el volumen del tronco de pirámide:
Papiro de Moscú, problema 14: en resumen, se trata de averiguar el volumen de un tronco de base cuadrada, con lado de la base inferior a, lado de la superior b y altura h, los cálculos son:
- Elevar a al cuadrado y multiplicar el resultado por b
- Elevar b al cuadrado y sumar los resultados de las tres operaciones
- Dividir h entre 3 y multiplicar por el resultado de la anterior serie de operaciones: ese es el volumen.

La expresión de esta extraña serie de operaciones es la fórmula exacta del volumen del tronco de pirámide:
{\displaystyle {\frac {h}{3}}\times (a_{1}^{2}+a_{1}a_{2}+a_{2}^{2})}
Este problema era necesario de solucionar, porque los obeliscos y muchos otros elementos arquitectónicos tenían esta forma, y convenía conocer su volumen para la extracción, transporte y utilización.

### Pendiente
Cálculo del ángulo de inclinación de una pendiente:
{\displaystyle i={B \over 2}:h}
Siendo i la inclinación, B la base y h la altura. Así pues, para hallar la altura mediante la inclinación:
{\displaystyle h={B \over 2i}}

### Cilindro
Los escribas necesitaban conocer la capacidad de los recipientes empleados en los almacenes, en su mayoría casi cilíndricos, tanto para llevar la contabilidad de lo almacenado como para pagar a los obreros y artesanos o cobrar los impuestos.
Primaba también el utilitarismo, como en todos los problemas, el estudiante no tenía más que cambiar los números para llegar al resultado correcto, en este caso el volumen dado es el área del círculo de la base (según el sistema ya visto), multiplicado por la altura del recipiente.